# Aouya River
Der Aouya River ist ein Fluss im Norden von Dominica im Parish Saint Andrew. Er entspringt in der Ostflanke des Morne aux Diables, westlich von Aouya, zwischen Penville und Vieille Case. Er fließt nach Osten, vorbei an Enbas und mündet nach steilem Abstieg in den Atlantik. Westlich von Pennville erhält er noch von links und Norden Zufluss durch den Celestin Brenner River, kurz bevor er selbst ins Meer mündet.
Der Fluss ist nur ca. 2,6 km lang. Nördlich schließt sich das Einzugsgebiet des Demitrie River an, sowie des kurzen L’Autre Bord Rivers und im Süden liegt das Einzugsgebiet des Balthazar River.